# No Sang-rae
No Sang-rae (* 15. Dezember 1970) ist ein ehemaliger südkoreanischer Fußballspieler, der zuletzt bei Daegu FC spielte. Er stand zuletzt bei Busan IPark FC als Co-Trainer unter Vertrag. In der K League 1 ist er für seine Treue zu den Jeonnam Dragons bekannt gewesen. Er gilt bei den Jeonnam Dragon-Fans als Legende.

## Karriere als Spieler

### Jugendzeit bei der Soongsil University
No Sang-rae studierte an der Universität Soongsil und spielte in dieser Zeit für die Universitätsmannschaft.

### Fussball-Karriere in Südkorea
Sang-rae war nach der Universitätszeit bei Korea Housing & Commercial Bank FC unter Vertrag genommen worden. Den damaligen Trainer von Jeonnam Dragons viel der Stürmer auf und er nahm ihn unter Vertrag. Bei Jeonnam Dragons blieb er sieben Jahre und in der Zeit erzielte er in 153 Spielen insgesamt 48 Tore. Nach Ende der Saison 2002 verließ er den Verein und ging zu Daegu FC. In den zwei Jahren dort war er nur Reservespieler und kam in 25 Einsätzen nur auf fünf Tore. 2004 beendete er die Karriere.

## Karriere als Trainer
Seine erste Station war 2007 die Aju Universität. Dort wurde er als Co-Trainer eingestellt. 2008 wechselte er zu seinem alten Verein, den Jeonnam Dragons, und wurde dort Co-Trainer. Er blieb bis 2011. 2012 verließ er den Verein und ging zu Gangwon FC. Dort war er ebenfalls Co-Trainer. Nach einer Saison bei Gangwon FC wechselte er wieder zu Jeonnam Dragons und wurde erneut Co-Trainer. Diese Position bekleidete er von 2012 bis 2014, ehe ihn der Verein von 2015 bis 2016 zum Trainer des Vereins machte. Unter seiner Führung verpasste Jeonnam Dragons mit vier Punkten Rückstand knapp die Meisterschaftsspiele. Insgesamt war die Saison besser verlaufen als die vergangenen Saison. 2016 schaffte er erstmals in der Geschichte des Vereins und der K League Classic mit Jeonnam Dragons die qualifizierung zu den Meisterschaftsspielen. In den Meisterschaftsspielen merkte man jedoch schnell, dass der Verein nicht die nötige Qualität besaß, um in den letzten fünf Spielen noch eine ernsthafte Konkurrenz für die anderen Teams der Meisterschaftsrunde zu sein. Gegen Ende der Saison wurde er durch Song Kyeong-seob als Trainer ersetzt und er wurde wieder Co-Trainer. Nachdem Song Kyeong-seob angekündigt hatte, dass er zu Asan Mugunghwa FC gehen wird, wurde er als neuer Trainer bei Jeonnam Dragons vorgestellt. 